# 小林まさみ (料理研究家)
小林 まさみ（こばやし まさみ、1970年 - ）は日本の料理研究家。

## 来歴
1970年、東京都に生まれる。
学生時代は料理よりも裁縫を行うほうが多かった。就職してからは、弁当は自作するようになったが、台所の手伝いはあまりしていなかった。
1995年、一般の会社員として働いていた職場で知り合った男性と結婚することになるのだが、結婚が決まった際に母から料理を習い始め、ここで料理の楽しさに目覚める。結婚後、しばらくしてから料理を仕事にすることを考え、調理師学校に通うことを決めた。なお、この頃は舅である小林まさるのほうが料理ができるくらいの腕前であったという。
1997年には平野レミのアシスタントとなる。
テレビの仕事の裏方として、餃子100個分の仕込みなどを家でやって、早朝から夜中まで働くまさみの姿を見かねたまさるは既に定年退職していたため、家事の手伝いを申し出る。
初の著作となる『よーい丼』を執筆する際に、1日50品を撮影スタジオで作ることになったのだが、調理アシスタントを雇う予算が無かった。この時もまさるが手伝いを申し出て、洗い物だけやってもらうつもりで撮影スタジオに同行してもらったら、まさるは1日ぶっ続けで夜中まで洗い物をしていた。2日めの撮影の際には疲れるどころか初日よりも動きもよく、道具の位置も覚えており、手際も良い。そのうち撮影スタジオの鍋を磨き、包丁まで研ぎだした。このことを師匠である平野レミに告げたところ、これは良い話と本のクレジットにスペシャルサンクスとしてまさるの名を記すことを版元に交渉した。このことから、まさるをアシスタントとして撮影現場などに連れて行くようになった。「アシスタントが舅（義父）」というシチュエーションは珍しがられ、まさるのほうにも料理の仕事が来るようになった。
2014年より『キユーピー3分クッキング』のレギュラー講師の1人として出演している。

## 著書
- 『5分10分15分でよーい丼 -誰でもできるお手軽レシピ』 2004年、日東書院本社、ISBN 978-4528014169
- 『スウィーツおすそわけ -せっかちさんにも作れるレシピ』 2005年、日東書院本社、ISBN 978-4528014176
- 『お飲みものはいかがですか? -うちカフェドリンクレシピ集』 2005年、日東書院本社、ISBN 978-4528014183
- 『15分でできる、魚のおかず』 2005年、永岡書店、ISBN 978-4522423615
- 『失敗した人ほど上手になれる料理の本』 2006年、文化出版局、ISBN 978-4579209804
- 『男弁当―働き盛り、育ち盛りも満足!』 2009年、NHK出版、ISBN 978-4141875628
- 『ViVシリコンスチーマーでつくる大人気おかず』 2011年、扶桑社、ISBN 978-4594063832
- 『毎日ラクする 頼れる主菜の作りおき』 2017年、家の光協会、ISBN 978-4259565367
- 『1日で簡単、きちんと! おせち&おもてなしごはん』 2017年、扶桑社、ISBN 978-4594612290
- 『切りおき: まとめ買いまとめ切りで1日の晩ごはんをセットで保存』 2018年、小学館、ISBN 978-4093108706
- 『1日でできる簡単おせちと、いつでも役立つおもてなし』 2018年、扶桑社、ISBN 978-4594613495
- 『まいにち冷奴』 2019年、成美堂出版 、ISBN 978-4415326542
- 『毎日ラクする 頼れる主菜の作りおき』（家の光協会）

共著
- 『まさみ、まさるのエコうま!乾物レシピ』 小林まさる、2011年、角川マガジンズ（レタスクラブ）、 ISBN 978-4047311152
- 『小林まさみとまさるのさわやかシニアごはん』小林まさる、2015年、文化出版局、ISBN 978-4579212309
- 『切って入れるだけ、毎日ヘルシー! ホットクックのからだが喜ぶレシピ』 小林まさる、2020年、世界文化社、ISBN 978-4418203178